# 바이킹 (1989년 영화)
《바이킹》(영어: Erik the Viking)은 영국에서 제작된 테리 존스 감독의 1989년 코미디 모험 판타지 영화이다. 팀 로빈스 등이 출연하였고, 존 골드스톤 등이 제작에 참여하였다.

## 출연진
- 팀 로빈스
- 미키 루니
- 어사 킷
- 테리 존스
- 이머전 스터브스
- 존 클리즈
- 앤터니 셔
- 팀 매키너니
- 서맨사 본드
- 짐 브로드벤트
- 짐 카터
- 그레이엄 맥타비시
- 세키네 쓰토무

## 기타 제작진
- 협력 제작: 네빌 C. 톰프슨
- 배역: 아이린 램
- 미술: 존 비어드
- 의상: 팸 테이트